# Lipoproteine a bassa densità
Le lipoproteine a bassa densità, note anche come colesterolo LDL (sigla di Low Density Lipoproteins), sono lipoproteine caratterizzate da una densità compresa tra 1,006 e 1,063 g/ml e da un diametro di circa 18-25 nm. Nel linguaggio comune sono conosciute come «colesterolo cattivo», in contrapposizione alle lipoproteine ad alta densità (HDL-High Density Lipoprotein), chiamate «colesterolo buono».
Il colesterolo LDL plasmatico misura il livello di colesterolo portato in circolo dalle particelle LDL, che sono di molto le lipoproteine più numerose nel sangue, stimando così la concentrazione di LDL circolante. Diversi studi epidemiologici hanno dimostrato che vi è una relazione lineare fra la concentrazione plasmatica di colesterolo LDL e il rischio di malattia cardiovascolare aterosclerotica o ASCVD.
Questi studi hanno dimostrato che abbassare il livello di colesterolo LDL riduce il rischio di ASCVD proporzionalmente. Inoltre, è stato dimostrato che una esposizione di lunga durata a bassi livelli di colesterolo LDL è associata a una riduzione ancora più bassa di eventi cardiovascolari rispetto a una esposizione più breve (come dimostrato per esempio nei trial randomizzati

## Trasporto e funzionamento
Le LDL sono la rimanenza delle lipoproteine a densità intermedia (IDL) non assorbite dal fegato e che hanno dato a questo trigliceridi per poi restituire l'apolipoproteina apoE ad una lipoproteina ad alta densità (HDL) nascente.
Trasportano trigliceridi e, principalmente, colesterolo esterificato nella circolazione, nel più ampio contesto funzionale delle lipoproteine VLDL, IDL e LDL. Il meccanismo coinvolto nella loro circolazione è pertanto lo stesso delle VLDL.
Una LDL è una goccia di colesterolo e di altri lipidi circondata da un singolo strato di fosfolipidi in cui sono inserite delle proteine. Una delle proteine delle LDL riconosce un tipo specifico di ricettore sulla membrana plasmatica delle cellule del fegato.
Il valore del colesterolo LDL non viene stabilito direttamente dalle analisi di laboratorio, ma lo si evince dai valori del colesterolo totale, dei trigliceridi e dell'HDL mediante la formula di Friedewald:
Colesterolo LDL = Colesterolo Totale - Colesterolo HDL - Trigliceridi / 5
La formula è applicabile se la concentrazione ematica di trigliceridi non supera il valore di 400 mg/dl.

## Patologie correlate
Una grande quantità di LDL (chiamata ipercolesterolemia) è dovuta anche a fattori genetici (oltre allo stile di vita) data la sua natura proteica e aumenta la quantità e lo spessore delle placche aterosclerotiche che poi portano a patologie quali l'aterosclerosi.
L'otturazione delle arterie causata da queste placche porta poi frequentemente a degli infarti di tipo cardiaco o cerebrale (ictus).
Un altro fattore non trascurabile è l'influenza che hanno le placche aterosclerotiche (appunto dovute ad un'eccessiva presenza di LDL ematico) sull'elasticità del tessuto arterioso (formato da cellule endoteliali). Una grande quantità di colesterolo (e quindi placche spesse) rende l'arteria meno elastica e quindi più soggetta a lacerazioni. Il nostro organismo, in risposta ad una piccola o media lacerazione arteriosa, risponde (secondo il metodo del feedback negativo) con un coagulo.
Il coagulo, formato in gran parte da trombociti, può a sua volta otturare l'arteria e quindi viene chiamato trombo.
In seguito alla formazione di un trombo le patologie riscontrate sono ancora l'infarto cerebrale e cardiaco oppure la trombosi e l'embolia in caso che il trombo si dovesse staccare e transitare liberamente all'interno dell'arteria.
| Distretto vascolare                        | Manifestazione clinica                                                                                    |
| ------------------------------------------ | --- |
| Arterie carotidi e arterie cerebrali       | ●Ictus ●Attacchi ischemici transitori ●Attacchi ischemici transitori ricorrenti ●Demenza vascolare        |
| Aorta toracica                             | ●Rottura aortica ●Dissecazione aortica                                                                    |
| Arterie renali                             | ●Occlusione di arteria renale (raro) ●Peggioramento della funzionalità renale ●Ipertensione renovascolare |
| Arterie mesenteriche superiore e inferiore | ●Ischemia mesenterica acuta ●Ischemia mesenterica cronica ●Angina addominale                              |
| Arterie coronarie                          | ●Sindromi coronariche acute (angina instabile e infarto miocardico) ●Angina stabile ●Ischemia silente     |
| Arterie addominale                         | ●Occlusione dell’aorta (raro) ●Aneurisma aortico                                                          |
| Arterie periferiche                        | ●Occlusione acuta di un’arteria periferica ●Ischemia cronica di un arto ●Claudicatio intermittens         |

## Livelli di riferimento per pazienti a rischio cardiovascolare[1]
Le Linee Guida 2019 ESC/EAS forniscono indicazioni su come classificare i livelli di rischio dei pazienti e i livelli di colesterolo che tali pazienti dovrebbero raggiungere.

### Classificazione del rischio dei pazienti
| Livello di rischio cardiovascolare | Descrizione | Target di colesterolo LDL                                  |
| Basso                              | SCORE* <1% | < 116 mg/dl                                                |
| Moderato                           | •SCORE* ≥1% e <5% •Pazienti giovani (T1DM <35 anni; T2DM <50 anni) con DM da <10 anni senza altri fattori di rischio | < 100 mg/dl                                                |
| Alto                               | •SCORE* ≥5% e <10% •Singoli fattori di rischio marcatamente elevati, in particolare colesterolo totale >8 mmol/L (310 mg/dL) o LDL-C >4,9 mmol/L (190 mg/dL) o PA ≥180/110 mmHg •FH senza altri principali fattori di rischio •CKD moderata (eGFR 30-59 mL/min) •DM senza danno d’organo bersaglio, con DM da ≥10 anni o altro fattore di rischio aggiuntivo | Riduzione di almeno il 50% rispetto al basale + < 70 mg/dl |
| Molto alto                         | •ASCVD (clinico/imaging) •SCORE* ≥10% •FH con ASCVD o con altro fattore di rischio principale •CKD grave (eGFR <30 mL/min) •DM e danno d’organo bersaglio: ≥3 principali fattori di rischio; o esordio precoce del T1DM di lunga durata (>20 anni) | Riduzione di almeno il 50% rispetto al basale + < 55 mg/dl |
| Estremamente alto*                 | Stesse caratteristiche della categoria precedente ma anche l’avvento di un secondo evento vascolare entro 2 anni | < 40 mg/dl                                                 |

### Obiettivi del trattamento del colesterolo LDL

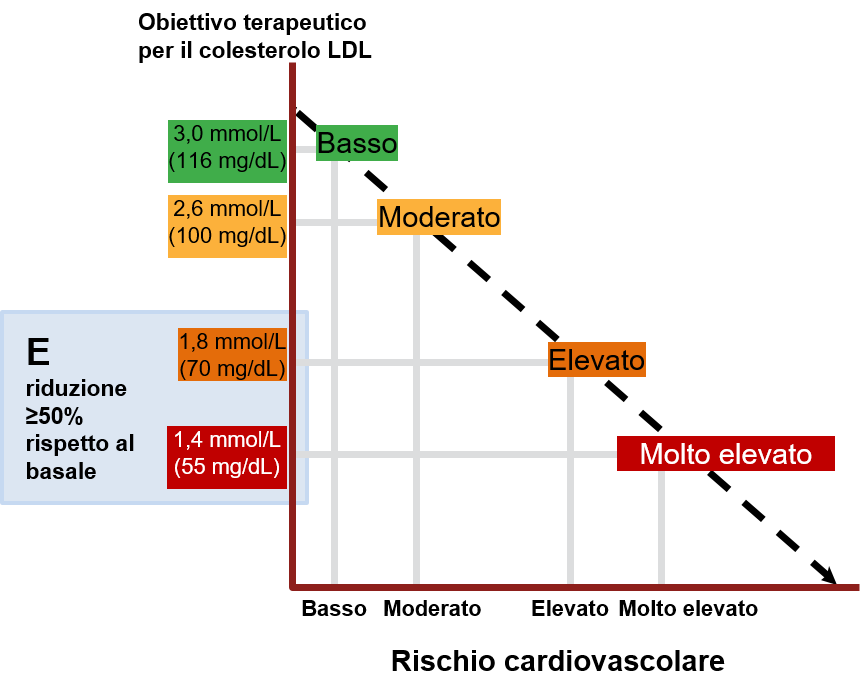
Correlazione fra livello di rischio cardiovascolare e obiettivo terapeutico

| Linee Guida 2018 AHA/ACC      | Linee Guida 2018 AHA/ACC                       |
| ----------------------------- | ---------------------------------------------- |
| Pazienti con dislipidemie     | Pazienti con dislipidemie a molto alto rischio |
| Riduzione del colesterolo LDL | Riduzione del colesterolo LDL                  |
| -50%                          | <70 mg/dL (1.8 mmol/L)                         |

| Linee Guida 2019 ESC/EAS                 | Linee Guida 2019 ESC/EAS                      |
| ---------------------------------------- | --------------------------------------------- |
| Pazienti ad alto rischio cardiovascolare | Pazienti a molto alto rischio cardiovascolare |
| Riduzione del colesterolo LDL            | Riduzione del colesterolo LDL                 |
| <70 mg/dL (1.8 mmol/L)                   | <55 mg/dL (1.4 mmol/L)                        |
| E riduzione del colesterolo del 50%      |                                               |

## Terapie
Per l'abbassamento del livello di colesterolo LDL, le terapie ad oggi a disposizione sono:
- Statine
- Ezetimibe
- Inclisian